# ابوالحسن وفایی
ابوالحسن وفایی (متولد ۱۳۱۸) پژوهشگر ایرانی و استاد مهندسی عمران دانشگاه صنعتی شریف است. او در سال ۱۳۸۲ به‌عنوان چهره ماندگار معرفی شد. وفایی سردبیر ساینتیا ایرانیکا است.